# 尹睦
尹睦（？—93年），表字伯师，巩县（今河南省巩义市）人，东汉政治人物。

## 生平
尹睦官至大司农。汉和帝永元四年（92年），外戚窦宪被诛灭，太尉宋由因为依附窦宪於七月廿三自杀。八月十七，尹睦接替为太尉，兼录尚书事。永元五年（93年）十月，太尉尹睦因病去世，十一月初六，张酺被任命为太尉。

## 家族
有侄子尹頌、尹勳。